# Vinosady
Vinosady jsou obec na Slovensku v okrese Pezinok, pod západními svahy Malých Karpat. První písemná zmínka o obci pochází z roku 1208.

## Části
Vinosady se skladají ze dvo částí, které byly do roku 1964 samostatnými obcemi::
- katastrální území Veľké Tŕnie, základní sídelní jednotka  Vinosady,
- katastrální území a základní sídelní jednotka Malé Tŕnie.

## Historické názvy
- původní obec - názvy doložené v letech 1208 až 1292: Turdune (1208), Torduna, Turna (Twrna), Thurne, Thurnie, Turne (Twrne), Sukar, Khucar, Chukaria, Chukarfalua, "villa filiorum Chukar", "villa  Torduna,  filiorum  Chukar"

- Veľké Tŕnie:  1292: Turna Maior, 1294: Maior Turna; konec 13. stor. až 1347: Chukarfalua (Chukarfoluua); 1323: Tyrnie, Turnye; 1326: Turne; 1357: Chukarfolua, 1338: Nogthurnye; 1339: Chukarfolva; 1340: Nogthurnye, Negthurnye, Csukarfalva, Chukarfolua, Chikarfalua, Thurnye, Turnye, Ternye; 1347: Chukarfalua, Chukarfolva; 1357: Chukarfolua; 1379: Schukastorf; 1431: Czukaria; 1433: Schukenstorff; 1437: Schukaria; 1437: Schukaria; 1510: Kutzesdorff, Kutzisdorff; 1562: Czwkaria; 1634: Czukard; 1736: Csukárd; 1773: Csukard, Zuckersdorff, Kuczischdorff; 1786: Cschukard, Zuckersdorf, 1808: Csukárd, Zuckersdorf, Kučissdorf; 1863: Csukard, Cukárd; 1873-1919: Csukárd; 1893: neoficiálně: Csukárdiak; 1920–1948: oficiálně: Kučišdorf, polooficiálně: Čukárovce, ľudovo Kučištorf, 1948–1964 Veľké Trnie (s krátkym r); maďarský název v polovině 20. století: Csukárd; německý název v polovině 20. století: Zuckersdorf, Zuckerbach.

- Malé Tŕnie: 1292: Turna Minor; 1294: Minor Turna; 1347: Terene; 1433: Tuerding; 1435: Terleng; 1437: Tording; 1438: Turding; 1438: Terling, Trlinek; 1509: Thyerding; 1553–1799: Terling; 1569: Thyerdyng; 1808: Terling, Tierling, Trlínk; 1863 –1907: Terling; 1875 –1884: Trljuk, Terlény; 1913: Terlény; 1920: Trlinok, Trlink; 1927 –1948 Trlinok; 1948 –1964 Malé Trnie (s krátkym r); maďarský název v polovině 20. století.: Terlény, německý názov v polovině 20. stol.: Terling.

## Historie
Archeologové na území Velkého Tŕnie objevili zbytky studny z 9. století, kterou pravděpodobně vyhloubili staří Slované a také celé velkomoravské sídliště (na území Velkého a Malého Tŕnie). První historická zpráva o osídlení území je z roku 1208, kdy se zmiňuje, že Pezinok sousedí s obcí Turdune.
Na původně jednom území se již koncem 13. století vyvinuly dvě obce: Kučišdorf (Čukárovce, dnes: Velké Tŕnie) a Trlinok, dnes Malé Tŕnie.
Ke sblížení obou obcí došlo až v roce 1948, kdy názvoslovná komise Ministerstva vnitra poslovenčila název Kučišdorf na Velké Tŕnie a název Trlinek na Malé Tŕnie. Obě obce se spojily v roce 1964, čímž vznikla společná obec Vinosady. Obec dnes nese jméno odpovídající starobylé tradici vinohradnictví a vinařství. Spojené obci Vinosady byl vytvořen a přidělen v roce 1998 jeden erb.

## Pamětihodnosti
V obci je římskokatolický kostel svatého Martina z 19. století a Pálffyho barokní kaštel z roku 1776, přestavěn v roku 1884.